# De Havilland DH.83 Fox Moth
Il de Havilland DH.83 Fox Moth era un biplano monomotore aerotaxi e aereo da turismo prodotto dall'azienda britannica de Havilland Aircraft Company, volò per la prima volta nel gennaio 1932.

## Storia del progetto

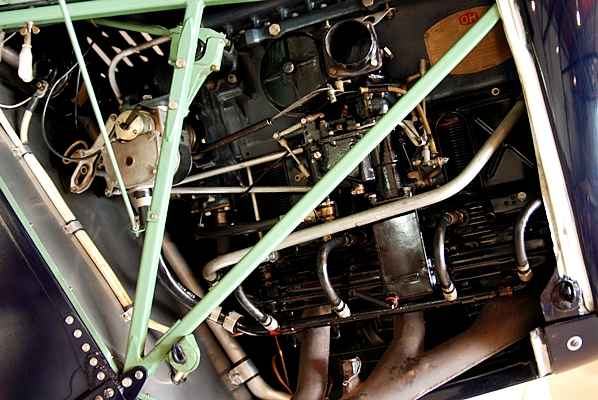
Il motore Gipsy Major installato su un DH.83 Fox Moth.

Progettato da Arthur E. Hagg utilizzava una nuova fusoliera accoppiata alle ali del de Havilland DH.82 Tiger Moth e agli impennaggi del de Havilland DH.80 Puss Moth.
Quattro passeggeri erano alloggiati in una cabina chiusa posta in corrispondenza del baricentro dell'aereo, mentre il pilota era situato in un abitacolo aperto posto dietro e sopra la cabina.
L'economia d'esercizio del DH.83 Fox Moth era tale che molti vennero utilizzati per il trasporto leggero di passeggeri e merci, specialmente in regioni isolate e scarsamente abitate, tendenza che venne facilitata dalla capacità del DH.83 Fox Moth di montare un carrello d'atterraggio con sci o galleggianti in alternativa alle ruote.
La produzione della versione base fu in totale di 101 esemplari, di cui 97 in Gran Bretagna, altri in Australia e Canada. Dopo il termine della Seconda guerra mondiale in Canada venne realizzata la versione DH.83C in 52 esemplari, con la cabina di pilotaggio chiusa, un portellone più grande per facilitare il carico delle merci ed un motore de Havilland Gipsy Major 1C da 147 hp (108 kW)

## Varianti
DH.83 Fox Mothbiplano da trasporto leggero; 98 esemplari costruiti nel Regno Unito, uno in Australia ed uno in Canada.
DH.83C Fox Moth53 esemplari costruiti in Canada dopo il termine della Seconda guerra mondiale.
Gasuden KR-1copia non autorizzata realizzata in Giappone del Fox Moth, equipaggiata con un radiale Gasuden Jimpu 3 da 150 hp (112 kW). Il primo prototipo, marche J-BBJI e soprannominato Chidorigo, volò il 23 dicembre 1933. Realizzato in 7 esemplari.

## Utilizzatori

### Civili
Australia
- Adastra Airlines
- Tasmanian Aerial Services

 Jugoslavia
- Aeroput

 Nuova Zelanda
- Air Travel (NZ) Ltd
- National Airways Corporation - solo tre esemplari.

 Regno Unito
- Blackpool and West Coast Air Services
- Giro Aviation
- Hillman's Airways
- Midland and Scottish Air Ferries
- North West Air Services
- Olley Air Service
- Provincial Airways
- Scottish Motor Traction

### Militari
Australia
- Royal Australian Air Force

 Brasile
- Força Aérea Brasileira
- Marinha do Brasil

 Canada
- Royal Canadian Air Force

 Jugoslavia
- Jugoslovensko kraljevsko ratno vazduhoplovstvo i pomorska avijacija

 Nuova Zelanda
- Royal New Zealand Air Force
  - No. 42 Squadron RNZAF

 Spagna
- Ejército del Aire

 Sudafrica
- South African Air Force